# (26683) Jamesmccarthy
(26683) Jamesmccarthy est un astéroïde de la ceinture principale découvert en 2001.

## Description
(26683) Jamesmccarthy a été découvert le 21 mars 2001 à la Station Anderson Mesa, un des deux sites d'observation de observatoire Lowell (Arizona (États-Unis), par le programme Lowell Observatory Near-Earth-Object Search (LONEOS).

### Caractéristiques orbitales
L'orbite de cet astéroïde est caractérisée par un demi-grand axe de 2,62 UA, un périhélie de 2,13 UA, une excentricité de 0,19 et une inclinaison de 13,46° par rapport à l'écliptique. Du fait de ces caractéristiques, à savoir un demi-grand axe compris entre 2 et 3,2 UA et un périhélie supérieur à 1,666 UA, il est classé, selon la JPL Small-Body Database, comme objet de la ceinture principale.

### Caractéristiques physiques
(26683) Jamesmccarthy a une magnitude absolue (H) de 14,7 et un albédo estimé à 0,039.